# یاسوهیتو سوزوکی
یاسوهیتو سوزوکی (به انگلیسی: Yasuhito Suzuki) بازیکن فوتبال اهل ژاپن و عضو تیم ملی فوتبال ژاپن است که در تاریخ ۲۲ دسامبر ۱۹۸۰ میلادی اولین بازی ملی‌اش را انجام داد. او در ۴ بازی ملی حضور داشت و آخرین بازی ملی خود را در تاریخ ۳۰ دسامبر ۱۹۸۰ میلادی انجام داد. یاسوهیتو سوزوکی در بازی‌های ملی‌اش
گلی به ثمر نرساند.